# Маша Распутина
	Ала Николајевна Агејева (рус. Алла Николаевна Агеева; Инској, 13. мај 1964), позната као Маша Распутина (рус. Маша Распутина), руска је певачица. Популарност је стекла у 90-им годинама захваљујући својим оштрим социјалним песмама, које је написао песник Леонид Дербењов. Добитница је награде „Овација” и „Златни грамофон”.

## Дискографија

### Студијски албуми
- (1991)
- (1992)
- (1994)
- (1996)
- (1998)
- (2000)
- (2001)
- (2003)
- (2023)[4]

### Компилације
- (2008)
- (2008)
- (2012)
- (2021)

### Видео албумы
- (2001)
- (2003)
- (2005)
- (2008)

### Синглови
- (1995)
- (1999)
- (2015)
- (2022)